# Akio Jissōji
Akio Jissōji (実相寺 昭雄, Jissōji Akio), né le 29 mars 1937 et mort le 29 novembre 2006, est un réalisateur japonais.

## Biographie
Akio Jissōji a fait ses études à  l'université Waseda.
Il s'est fait connaître hors du japon notamment pour ses séries télévisées Ultraman & Ultra Seven, mais également pour sa trilogie de films érotiques avec La Vie éphémère (1970), Mandala (1971) et Uta (1972) produits par ATG.
Il est aussi connu pour ses adaptations de l'auteur japonais Edogawa Ranpo. Jissōji possède un univers visuel très distinctif, identifiable même dans le cinéma japonais.

## Filmographie

### Cinéma
- 1968 : À la tombée de la nuit (宵闇せまれば, Yoiyami semareba?)[1]
- 1970 : Éphémère est la vie[2] ou La Vie éphémère[3] (無常, Mujō?)
- 1971 : Mandala (曼陀羅, Mandara?)[4]
- 1972 : Uta (哥(うた)?)
- 1974 : La Vie d'une courtisane (あさき夢みし, Asaki yumemishi?)[5]
- 1977 : Utamaro (歌麿 夢と知りせば, Utamaro: Yume to shiriseba?)[6]
- 1979 : Urutoraman (ウルトラマン?)
- 1988 : Teito monogatari (帝都物語?)
- 1988 : Akutoku no sakae (悪徳の栄え?)
- 1989 : Ijmete kudasai: Arietta (いじめて、ください アリエッタ ａｒｉｅｔｔａ?)
- 1990 : Ra varusu (ラ・ヴァルス?) (vidéo)
- 1990 : Urutora Q za mūbi: Hoshi no densetsu (ウルトラＱザ・ムービー 星の伝説?)
- 1992 : "Daraku": Aru hitozuma no tsuiseki hokōku (「堕落」ある人妻の追跡報告?)
- 1993 : Jissōji Akio kantoku sakuhin: Watashi nandemo shimasu (実相寺昭雄監督作品 私、なんでもします！?)
- 1994 : Yaneura no sanposha (屋根裏の散歩者?)
- 1998 : D-Zaka no satsujin jiken (Ｄ坂の殺人事件?)
- 2005 : Ubume no natsu (姑獲鳥の夏?)
- 2005 : Rampo noir (乱歩地獄, Ranpo jigoku?) (segment Kagami jigoku)
- 2006 : Yume jūya (ユメ十夜?)
- 2006 : Shiruba kamen (シルバー假面?)

### Télévision
- 1968 : Kaiki daisakusen (série TV)
- 1993 : Jeanne d'Arc au bûcher (TV)

## Récompenses et distinctions
- 1970 : Léopard d'or au festival international du film de Locarno pour Éphémère est la vie